# Сен-Жон Перс
Сен-Жон Перс (фр. Saint-John Perse; 31 мая 1887, Пуэнт-а-Питр, Гваделупа — 20 сентября 1975, департамент Вар, Франция) — литературный псевдоним французского поэта и дипломата Алекси́са Леже́ (или Сен-Леже́) (фр. Alexis Leger, фр. Alexis Saint-Leger), лауреата Нобелевской премии по литературе (1960).

## Биография
Родился во Французской Гваделупе в семье адвоката Эдуара-Пьера-Амеде Сен-Леже и Мари-Полины-Франсуазы-Рене Дормуа, проживавшей на островах ещё с 1815 года. В 1875 году они вернулись во Францию. Получил образование в Бордо и Париже.
С 1911 года Алексис начал работать в министерстве иностранных дел. В 1916—1921 годах — секретарь французского посольства в Пекине. В 1921 году Леже участвовал в Вашингтонской конференции, где на талантливого дипломата обратил внимание глава французской делегации Аристид Бриан, назначивший его своим помощником. В Париже Леже вращался в литературных кругах Андре Жида и Поля Валери.
В 1924 году Леже впервые использовал литературный псевдоним «Сен-Жон Перс», составленный из имен апостола Иоанна и римского поэта I века Персия. После смерти Бриана в 1933—1940 годах занимал пост генерального секретаря французского МИД. Сопровождая министра иностранных дел, участвовал в Мюнхенской конференции, где высказывался против уступок Германии. При этом именно он зачитал условия «Мюнхенского сговора» деморализованной чехословацкой делегации. После поражения Франции от нацистской Германии в 1940 году он, как социалист и антифашист, был уволен со своего поста и бежал в Вашингтон (США).
Правительство Виши лишило его французского гражданства и Ордена Почётного Легиона; его неизданные поэмы 1924—1940 были уничтожены. Леже писал верлибры, обращенные к бойцам Сопротивления. В Соединённых штатах он работал в библиотеке Конгресса, и остался в Америке даже после завершения Второй мировой войны, периодически возвращаясь на короткое время на родину. Скончался на своей вилле в Провансе.

## Основные произведения
Сборник стихов «Эклоги» (Éloges, 1911), эпическая поэма «Анабасис» (Anabase, 1924), поэма «Дружба принца» (Amitié du prince, 1924), «Изгнание» (Exile, 1942), «Ветра» (Vents, 1946), «Створы» (Amers, 1957), «Хроника» (Chronique, 1960), «Птицы» (Oiseaux, 1962). Известны переводы произведений Перса такими поэтами, как Т. С. Элиот, Р. М. Рильке, Дж. Унгаретти, Георгий Иванов.

## Публикации на русском языке
- .Избранная лирика. Предисл. и пер. с фр. Г. Погожевой; Худож. серии Б. Алимов; Рис. на облож. Робера Пти-Лорена. — М.: «Молодая гвардия», 1983. — 64 с. — (Современная зарубежная лирика).
- Сен-Жон Перс Два отрывка. Пер. В. Козового в книге Поэзия Европы в трех томах. т. 2 М. Художественная литература 1978 с.290-293
- Избранное. Предисл. Пьер Морель. Анабазис Пер. Георгия Адамовича и Георгия Иванова. Изгнание. Ливни. Снега. Поэма чужестранке.. Пер. Н. Стрижевской. Ветры. Створы Пер. М. Ваксмахера. Хроника. Песня той что была с тобой. Песнь равноденствия. Поэзия. Речь, произнесенная при вручении Нобелевской премии. Перевод Н.Стрижевской. М.: Русский путь, 1996.
- Изгнание (цикл из четырёх поэм) Изгнание. Ливни. Снега. Поэма чужестранке. Хроника. Пер. Н. Стрижевской.
- О творчестве Сен-Жон Перса Н. Стрижевская. Поэты лауреаты Нобелевской премии. М. Панорама.1997
- Стихи / Пер. В. Микушевича // Семь веков французской поэзии в русских переводах. СПб: Евразия, 1999. — С. 562—564.